# Manuel Pavía

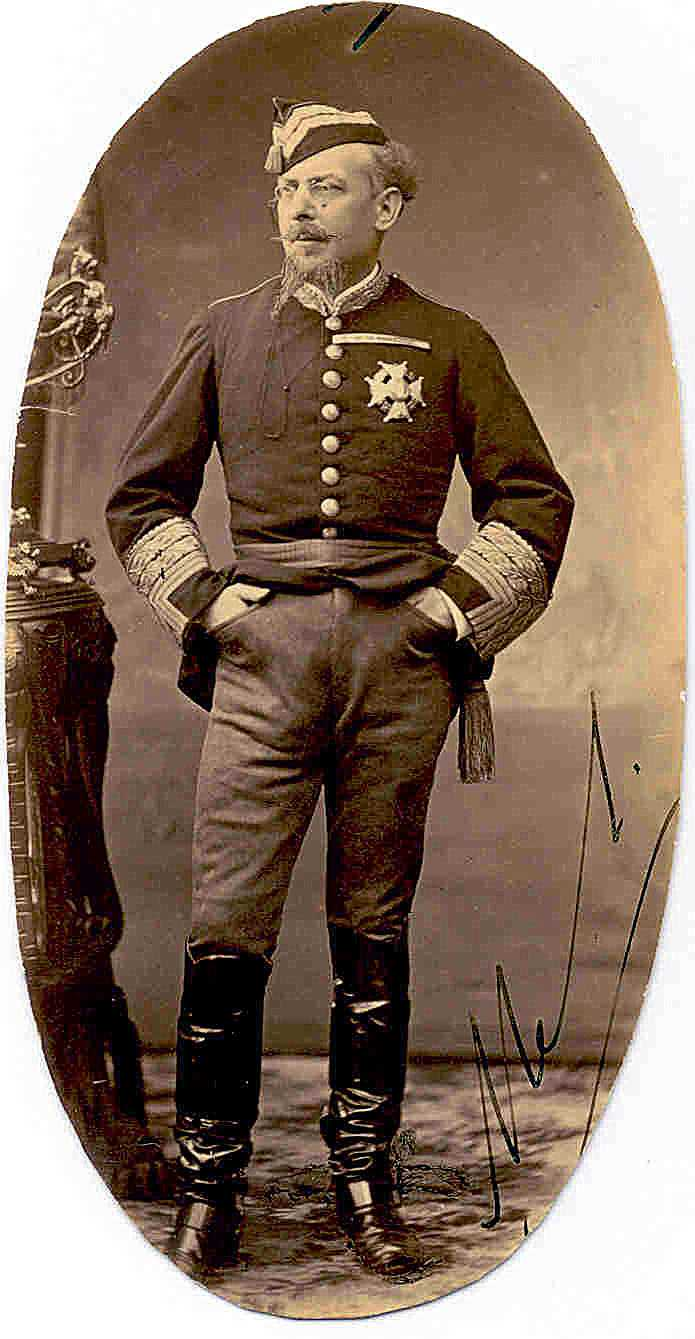
Generale Manuel Pavía y Rodríguez de Alburquerque (1827-1895)

Manuel Pavía y Rodríguez de Alburquerque (Cadice, 2 agosto 1827 – Madrid, 4 gennaio 1895) è stato un generale spagnolo, pose fine alla Prima Repubblica spagnola con il suo di colpo di Stato del 3 gennaio 1874.

## Biografia
Manuel Pavía y Rodríguez de Alburquerque era figlio dell'ammiraglio Pavía, un ufficiale di marina abbastanza noto che nel 1879 fu anche Ministro della Marina nel breve Governo del generale Arsenio Martinez-Campos.

Manuel Pavia entrò nel 1841 nel Reale Collegio di Artiglieria di Segovia. Divenne sottotenente nel 1846, capitano nel 1855 e maggiore nel 1862. 

Tre anni più tardi entrò agli ordini del generale Juan Prim sotto il cui comando partecipò al sollevamento militare di Villarejo del 1866.

A seguito di questo fallito colpo di Stato militare andò in esilio tornando in Spagna solo dopo la rivoluzione del 1868 che detronizzò Isabella II di Spagna.
Durante la Prima Repubblica spagnola combatté contro i carlisti in Navarra e contro i movimenti separatisti o federalisti in Andalusia.
Sotto la presidenza di Emilio Castelar fu nominato Capitano Generale della Nuova Castiglia. Più volte ebbe occasione di intervenire in armi, in tale veste, per far fronte a uno stato diffuso di anarchia. Egli sperava, appoggiando Emilio Castelar, di ripristinare la monarchia o in alternativa una dittatura militare repubblicana.
Il 3 gennaio 1874, durante la votazione al Parlamento di una mozione di fiducia posta dal governo, vedendo che il suo protetto Castelar stava perdendo consensi, occupò il Parlamento, con un contingente dell'esercito, e lo dichiarò destituito da ogni potere mettendo così fine, di fatto, alla Prima Repubblica spagnola.

Si dice che a tale passo fu indotto non solo dalle sue convinzioni politiche ma anche dalla sua ben nota amicizia con Isabella II di Spagna.

Dopo lo scioglimento del Parlamento il generale Pavia convocò tutti i partiti politici, con esclusione dei carlisti e dei federalisti, per formare un governo di unità nazionale e, non avendo ambizioni politiche personali, consegnò il potere al generale Francisco Serrano y Domínguez.

Fu Capitano Generale della Catalogna nel 1880-1881 e ancora Capitano Generale della Nuova Castiglia nel 1885-1886.
Sotto la reggenza di Maria Cristina d'Asburgo-Teschen sventò nel 1886 il sollevamento militare repubblicano di Manuel Villacampa del Castillo, Governatore militare di Castellón de la Plana. Villacampa, sconfitto, fu in un primo tempo condannato a morte e poi esiliato nell'isola di Fernando Poo e successivamente a Melilla dove è sepolto.

Manuel Pavia fu anche autore di diverse opere di carattere storico-militare. Morì a Madrid tre anni dopo essere stato nominato Capitano generale.